# Лавджой, Оуэн
Клод Оуэн Лавджой (англ. Claude Owen Lovejoy; род. 11 февраля 1943, Лексингтон, штат Кентукки) — специалист по функциональной анатомии из Кентского университета (шт. Огайо), директор Института Мэттью Феррини по исследованию эволюции человека. Наиболее известные его работы посвящены исследованию локомоции австралопитеков и происхождению прямохождения. Статья «Истоки человечества» (The origin of man), опубликованная в Science в январе 1981 года, является одной из наиболее цитируемых его статей.
Лавджой наиболее известен под именем C. Owen Lovejoy, которое он использует в публикациях. В «Кембриджском словаре по биологии и эволюции человека» (The Cambridge Dictionary of Human Biology and Evolution) он значится именно под этим именем.

## Биография
Оуэн Лавджой родился недалеко от Лексингтона (штат Кентукки). Степени бакалавра и доктора философии по биологической антропологии получил в Массачусетском университете в Амхерсте. Отец Оуэна был владельцем небольшой сети гостиниц. Семья проводила летние месяцы на озёрах штата Мичиган, совмещая отдых с христианскими благотворительными строительными работами.
До 1968 года Лавджой преподавал в Кентском университете в штате Огайо За это время он опубликовал более 100 статей, в том числе в таких журналах как Science, Nature, Bioessays, Scientific American.
Наиболее известная работа Лавджоя посвящена реконструкции австралопитека Люси возрастом более 3 млн л. н. Его исследования посвящены широкому кругу вопросов от мутаций у эукариотов до шовных замыканий черепа. Значительная их часть касается двуногой локомоции и её эволюции, которая включает исследования скелетных систем гоминидов и их предков. Лавджой также является адъюнкт-профессором анатомии в Медицинском университете Северо-Восточного Огайо.
В 2007 году назначен директором нового института антропологии штата Кент «Института эволюционных исследований человека Мэтью Феррини». Член редколлегии PNAS.
Являлся частью команды, проведшей биологический анализ почти полного ископаемого гоминида Арди (Ardipithecus ramidus) возрастом 4,4 млн лет, найденного в Эфиопии. Публикация специального выпуска журнала Science в октябре 2009 года об этом исследовании показала, что история гоминидов была почти на миллион лет старше, чем считалось, и предоставила новую информацию об эволюции человеческих конечностей и локомоции, местах обитания ранних гоминидов и природе нашего последнего общего предка с шимпанзе.

## Публикации
- Lovejoy, C. Owen (1988), Evolution of Human walking (PDF), Scientific American, 259 (5): 82–89, doi:10.1038/scientificamerican1188-118.
- Latimer, B., & Lovejoy, C.O. (1989), The Calcaneus of Australopithecus afarensis and its implications for the Evolution of Bipedality, American Journal of Physical Anthropology, 78 (3): 369–386, doi:10.1002/ajpa.1330780306, PMID 2929741.{{citation}}:  Википедия:Обслуживание CS1 (множественные имена: authors list) (ссылка)